# Sopwith Bee
Sopwith Bee byl malý dvouplošník vzniklý v roce 1916 jako osobní letoun pro Harryho Hawkera, hlavního zkušebního pilota firmy Sopwith.

## Vznik a vývoj
Bee byl dvouplošník s jednokomorovým systémem vzpěr, poháněný rotačním motorem Gnome Omega o výkonu 50 hp (37 kW), zamýšlený jako Hawkerův osobní letoun a pro akrobacii. Podobně jako u soudobých stíhacích letounů společnosti Sopwith byla při konstrukci velká péče věnována snaze soustředit nejtěžší komponenty co nejblíže těžišti stroje ve snaze maximalizovat obratnost, to si vyžádalo velký výřez v odtokové hraně horního křídla nad kokpitem pilota. Ovládání v příčném směru zajišťovalo kroucení křídel.
Letoun byl později vyzbrojen synchronizovaným kulometem Vickers ráže 7,7 mm, pravděpodobně s ohledem na požadavky Admirality na jednomístný ozbrojený průzkumný letoun schopný operací z torpédoborců, ale vývoj dál nepokračoval.
Typ byl také někdy označován jako Tadpole.

## Specifikace
Údaje podle

### Technické údaje
- Osádka: 1 (pilot)
- Délka: 4,34 m (14 stop a 3 palce)
- Rozpětí křídel: 4,95 m (16 stop a 3 palce)
- Pohonná jednotka: 1 × vzduchem chlazený sedmiválcový rotační motor Gnome Omega
- Výkon pohonné jednotky: 50 hp[2] (37,3 kW)
- Vrtule: dvoulistá

### Výzbroj
- 1 × kulomet Vickers ráže 7,7 mm